# Katianira chelifera
Katianira chelifera är en kräftdjursart som beskrevs av Hansen 1916. Katianira chelifera ingår i släktet Katianira och familjen Katianiridae. Inga underarter finns listade i Catalogue of Life.